# Gottfried Langenstein
Gottfried Langenstein (* 15. März 1954 in München) ist ein deutscher Rundfunkmanager.

## Leben
Gottfried Langenstein wuchs in einer Familie mit sechs Kindern am Starnberger See auf. Er studierte von 1975 bis 1983 an der Ludwig-Maximilians-Universität München Philosophie, Psychologie und Politikwissenschaften. Seine Promotion über Die Morphologie des schizophrenen Traums schloss er in Paris mit Forschungen zur Schizophrenie am Hôpital Sainte Anne ab.
Bereits während des Studiums war Langenstein in den Bereichen Medien und Kultur tätig und arbeitete dabei bis 1978 für den Hessischen Rundfunk und den Westdeutschen Rundfunk in Filmprojekten für die Literaturabteilung mit. Von 1978 bis 1983 war er Projektleiter des Internationalen Theaterfestivals München und dabei zuständig für Produktionen des französischen und englischen Sprachraums. Von 1986 bis 1987 war er Koordinator der Ausstellung „Wissenschaft in Berlin“.
Nach seinem Graduiertenstipendiat 1985 bis 1986 mit der Promotion 1989 begann Langenstein 1987 seine Karriere beim ZDF, wo er bis März 2017 beschäftigt war. Zunächst war er in der Hauptabteilung Internationale Angelegenheiten tätig und stieß eine Reihe von Koproduktionen mit Frankreich, Spanien und Italien an. Darüber hinaus übte er die Funktionen des Leiters der Abteilung Allgemeine Auslandsbeziehungen von 1989 bis 1994, der Hauptabteilung Internationale Angelegenheiten sowie der Festivalkommission des ZDF von 1994 bis 2000 und des Online-Beauftragten des Senders von 1998 bis 2000 aus.
Außerdem war Langenstein Mitglied des Aufsichtsrates der Transtel GmbH von 1996 bis 2000 sowie der ZDF Enterprises GmbH und ZDF Enterprises Media- und Beteiligungs-GmbH von 1997 bis 2002.
Langenstein wirkte von 1998 bis 2000 als stellvertretender Vorsitzender des Fernsehausschusses der Europäischen Rundfunkunion (EBU), dem Verband der öffentlich-rechtlichen Rundfunkveranstalter in Europa. 1989 vertrat er Deutschland bei den ersten Assises Européennes de l’Audiovisuel von François Mitterrand in Paris. Dieser Kongress schuf die Basis für das erste europäische Förderprogramm für den audiovisuellen Bereich (MEDIA-Programm), das bis heute erfolgreich läuft sowie die EU-Fernsehrichtlinie „Fernsehen ohne Grenzen“, die derzeit überarbeitet wird.
Von 1995 bis 2002 gehörte Langenstein der Mitgliederversammlung der ARTE G.E.I.E. in Straßburg an. Von 2000 bis 2002 war er stellvertretender Vorsitzender der Gesellschafterversammlung ARTE Deutschland GmbH.
Im Februar 2000 wurde Langenstein Direktor Europäische Satellitenprogramme (ESP) des ZDF. Zur Direktion ESP gehörte damals die Koordination der Partnersender 3sat und ARTE sowie die Verantwortung über die ZDF-eigenen Spartenkanäle ZDFtheaterkanal, ZDFdokukanal und ZDFinfokanal. Darüber hinaus übernahm er den Vorsitz der Geschäftsführung von 3sat und wurde im Januar 2003 Vizepräsident der ARTE G.E.I.E. 
Zum 1. Januar 2007 löste Langenstein seinen Vorgänger Jérome Clément als Senderpräsident ab. Turnusgemäß übernahm zum 1. Januar 2011 mit Véronique Cayla wieder die französische Seite die ARTE-Führung und Langenstein war bis 31. Dezember 2015 wieder Vizepräsident. 
2002 bewarb sich Langenstein um die Nachfolge von Dieter Stolte als Intendant des ZDF, unterlag jedoch Markus Schächter. 2006 wurde er zudem als Kandidat für die Intendanz des WDR gehandelt.
Von Mai 2011 bis September 2015 war Langenstein zudem Direktor des Digitalprogramms ZDFkultur.
Im Zuge des strukturellen Umbaus richtete das ZDF die Plattformredaktionen ein, die für alle vom ZDF verantworteten Sendungen die Programmerstellung leisten. Seit 1. April 2017 sind mit Fertigstellung eines neuen Redaktionsgebäudes in diese auch die Redaktionen von 3sat eingegliedert. Die Aufgaben der Direktion ESP gingen zum gleichen Datum auf die beiden programmbildenden Direktionen über, denen die Plattformredaktionen zugeordnet sind. Der Umbau wurde von einem Lenkungsausschuss geplant, dem Langenstein vorsaß. Zum 31. März 2017 endete sein gegenwärtiger Vertrag mit dem ZDF. Langenstein ist „Persönlich Förderndes Mitglied“ der Max-Planck-Gesellschaft, Mitglied des Aufsichtsrates der MFG Baden-Württemberg, Mitglied des Kuratoriums Museumsinsel Berlin und des Board of Patrons der Berliner Festspiele. Langenstein lebt in Wiesbaden.

## Auszeichnungen
- Am 18. November 2006 wurde er zum Ritter der Ehrenlegion ernannt.
- 2009: Medaille für besondere Verdienste um Bayern in einem Vereinten Europa
- Am 29. Juli 2010 erhielt er den Bayerischen Verdienstorden